# Bibimys labiosus
Bibimys labiosus és una espècie de mamífer rosegador de la família dels cricètids. Viu a l'extrem nord-oriental de l'Argentina i el sud-est del Brasil, des de Minas Gerais al nord fins a la província de Misiones al sud. El seu hàbitat natural són els boscos. Està amenaçat per la destrucció i fragmentació del seu medi. El seu nom específic, labiosus, significa ‘de llavis gruixuts’ en llatí.